# Karlstadsutställningen 1903

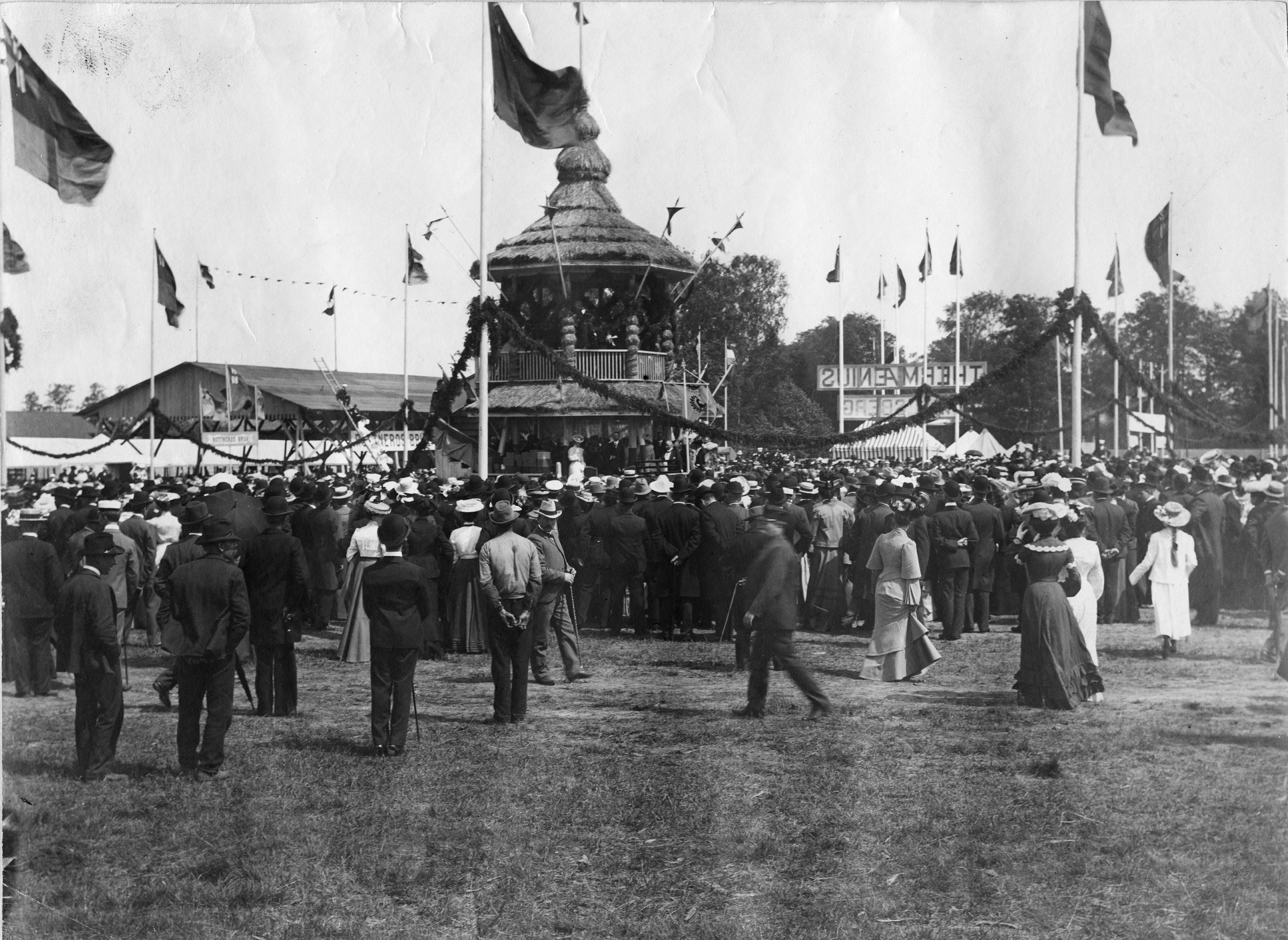
Prins Gustaf Adolf inviger Industri- och Lantbruksutställningen i Karlstad 19 juni 1903. Bild från tidskriften Hemmets bildmaterial.

1903 års Industri- och lantbruksutställning i Karlstad hölls 19 juni - 7 juli 1903 och anordnades av Hushållningssällskapet till dess 100-årsjubileum.

## Bakgrund
En utställning hade hållits i Karlstad 1862 då en byggnad kallad Expositionshuset uppförts för ändamålet. Värmlands hushållningssällskap ville fira sitt 100-årsjubileum 1903 genom att anordna en utställning. En lämplig plats för detta söktes. Karlstads stad hade förvärvat egendomen Lilla Våxnäs 1898 och området blev en del av stadsdelen Klara. Våxnäsparken hade grundlagts redan på 1830-talet av Otto August Malmborg. Platsen gav utrymme för både industri- och lantbruksdelen.

## Utställningen
Utställningen, som öppnade 19 juni 1903 och invigdes av prins Gustav Adolf, hade status av länsutställning.  Utställningen som även kallades 'Jubileumsutställningen' fick stor uppmärksamhet och många föranmälningar. Området för utställningen förlades till omgivningarna kring Våxnäsparken, med lantbruksdelen på egendomen Våxnäs och industriutställningen på Malmtorget. Lantbruksutställningen hölls den 19 juni - 21 juni, jordbruksmaskiner stod kvar till den 24 juni. Industriutställningen hölls 19 juni - 7 juli.

Bilder från utställningsområdet
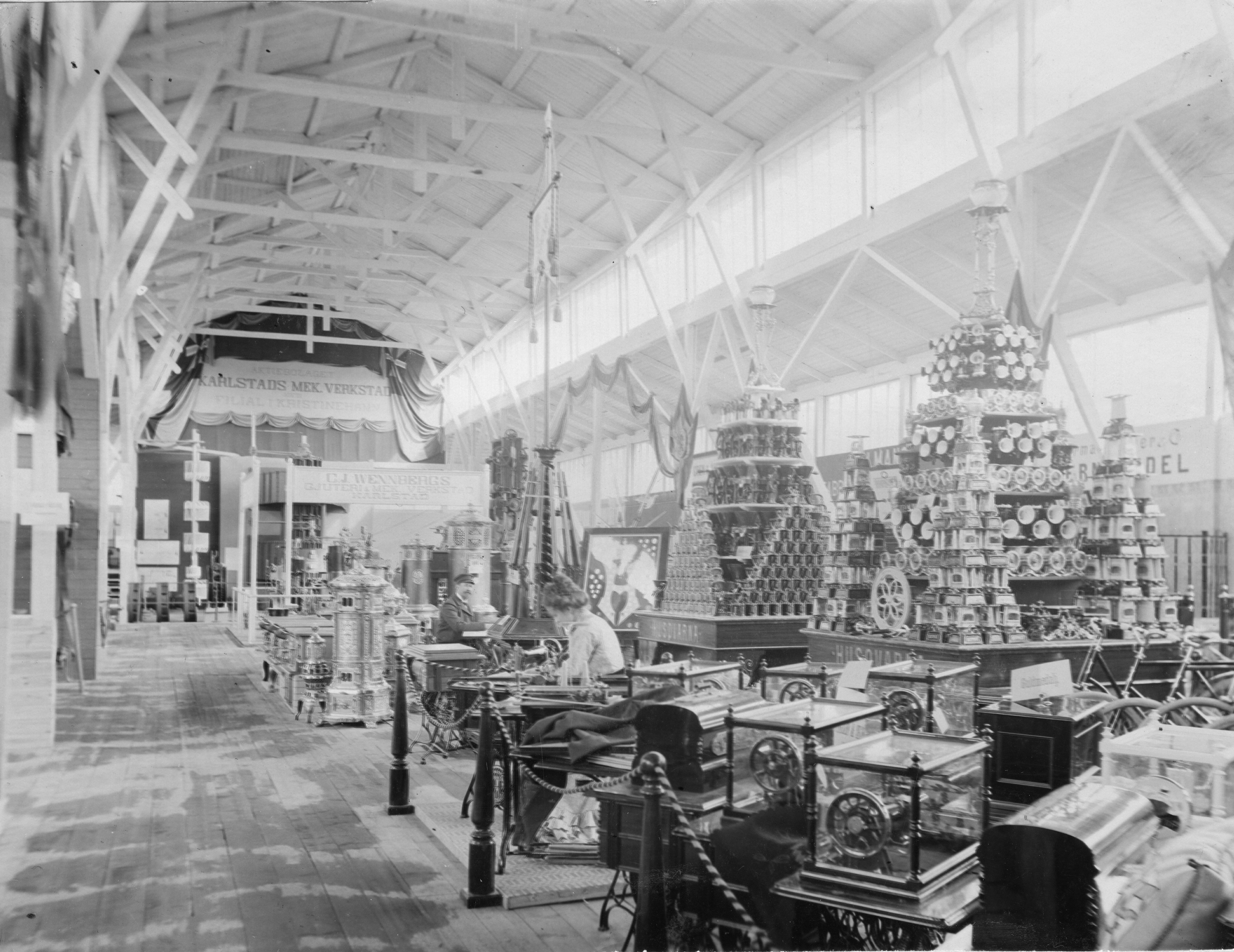
Interiör från industrihallen vid Industri- och Lantbruksutställningen i Karlstad 1903. Bild från tidskriften Hemmets bildmaterial.
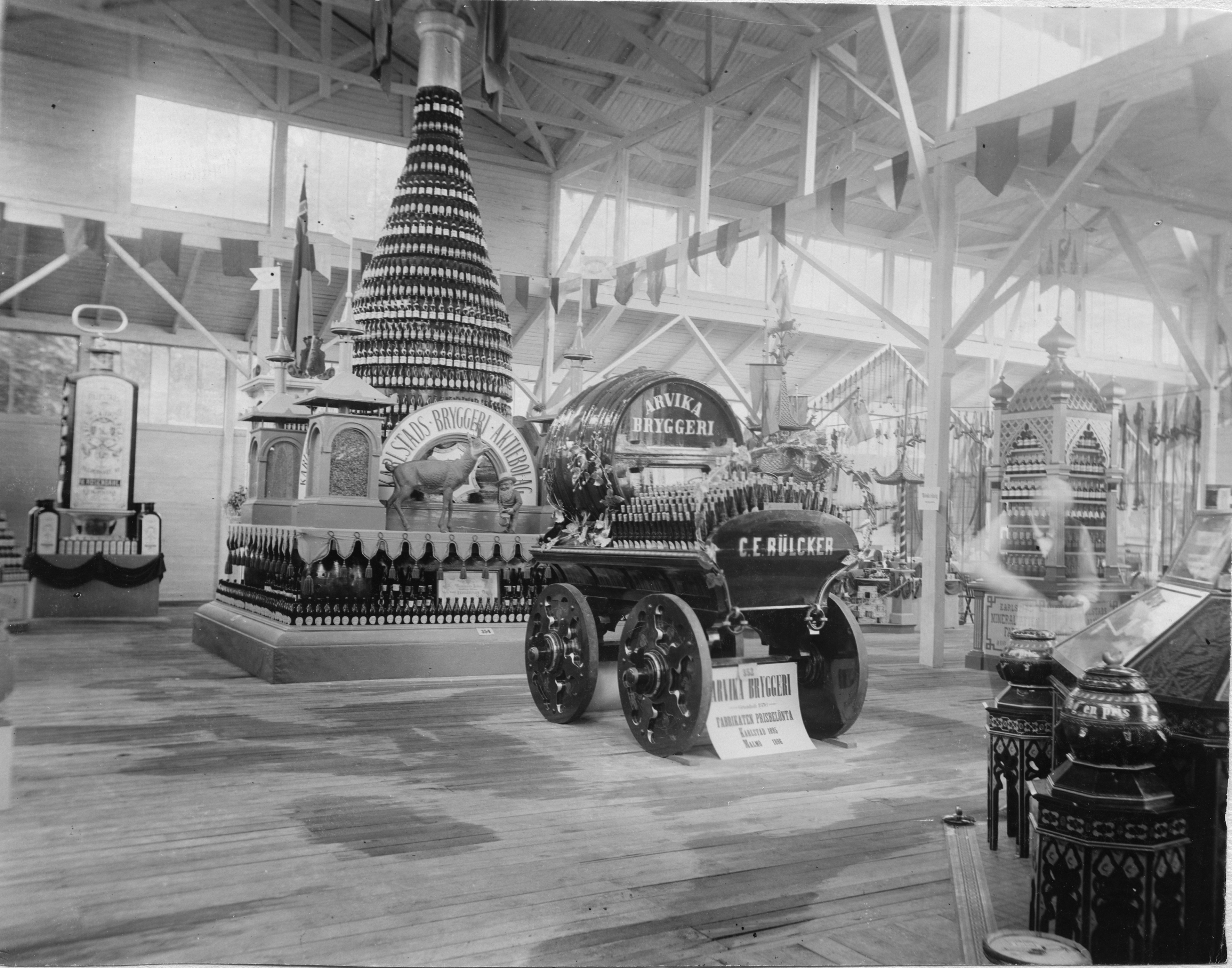
Karlstads och Arvika bryggerier vid Industri- och lantbruksutställningen i Karlstadsutställningen 1903. Bild från tidskriften Hemmets bildmaterial.
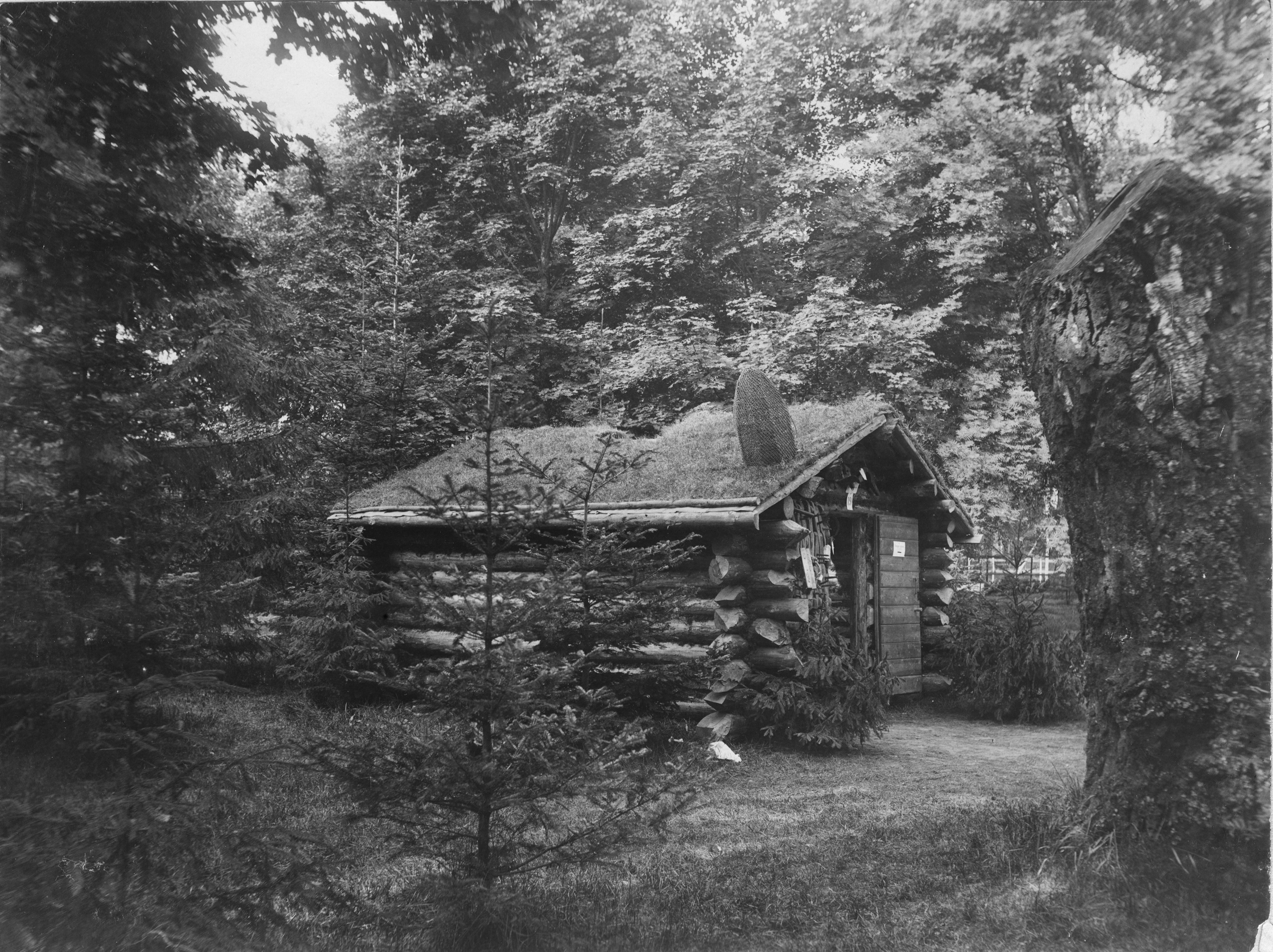
Skogskoja vid Karlstadsutställningen 1903. Bild från tidskriften Hemmets bildmaterial.
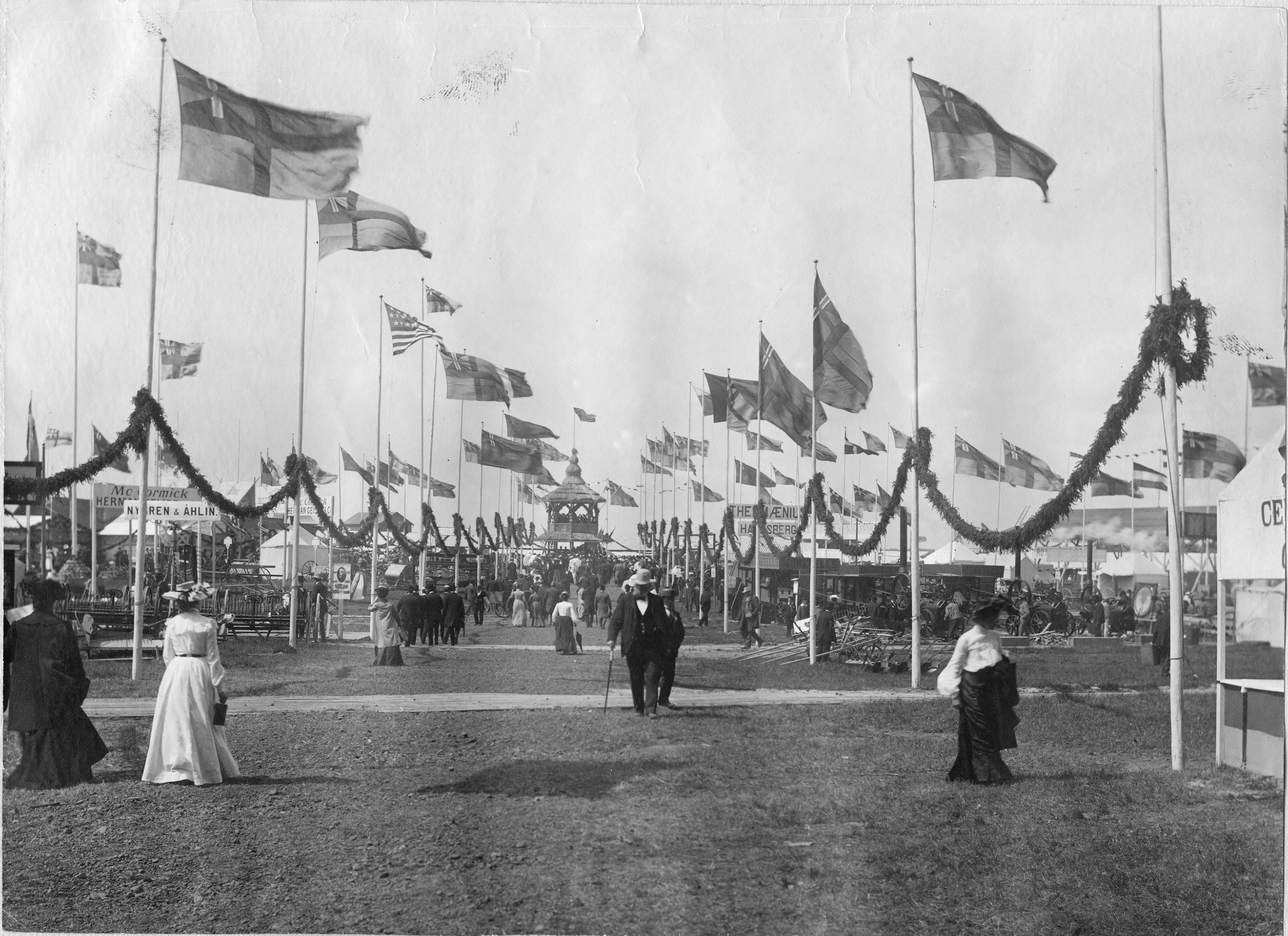
Totalvy över lantbruksutställningen vid Industri- och Lantbruksutställningen i Karlstad 1903. Bild från tidskriften Hemmets bildmaterial.